# Hồ Abant
Hồ Abant (tiếng Thổ Nhĩ Kỳ: Abant Gölü) là một hồ nước ngọt nằm trong tỉnh Bolu ở tây bắc Anatolia, tạo thành do kết quả của một vụ lở đất lớn. Hồ này nằm ở độ cao 1.328 m so với mực nước biển và cách thủ phủ của tỉnh Bolu là thành phố Bolu khoảng 32 km về hướng đông bắc. Nó là nơi nghỉ ngơi cũng như là điểm dạo chơi ưa thích của các du khách cả người Thổ Nhĩ Kỳ lẫn nước ngoài do vẻ đẹp của thiên nhiên bao quanh hồ, với các cánh rừng rậm rạp nhưng dễ tiếp cận bằng ô tô, do nó chỉ cách đường cao tốc E5 Karayolu nối İstanbul-Ankara có 21 km tại núi Bolu, nghĩa là khoảng 3 giờ lái xe từ hai thành phố lớn nhất Thổ Nhĩ Kỳ này. Hồ Abant là một vườn quốc gia.
Hồ có diện tích khoảng 1,285 km² và điểm sâu nhất của nó đạt 18 m. Khu vực quanh hồ có 2 khách sạn lớn gần với bờ hồ, cũng như các tiện nghi và dịch vụ khác cho du khách, những người đôi khi lựa chọn cho gia đình các nhà trọ có sẵn tại thị trấn cận kề là Mudurnu cách đó 18 km về phía nam. Ở phía bắc hồ, với khoảng cách 8 km từ thành phố Bolu là khu trường sở chính của Đại học Abant Izzet Baysal.
Thông đen châu Âu, thông Scots, sồi, tần bì, trăn, liễu, bách xù, thánh liễu, phỉ, sơn trà Đức (Mespilus germanica) và cây dâu gỗ (Arbutus unedo) là các loài cây gỗ tạo nên các cánh rừng ven hồ. Ở đây cũng có lợn rừng, hươu đama, hoẵng, gấu nâu, cáo lửa, chó rừng và thỏ sinh sống trong các cánh rừng, làm cho khu vực ven hồ là nơi đáng chú ý đối với các thợ săn. Phân loài cá hồi nâu Salmo trutta abanticus, đặc hữu của hồ này, có tên gọi trong tiếng Thổ Nhĩ Kỳ là "Abant alası".